# Helena Bonham Carter
Helena Bonham Carter CBE (Islington, London; 1966. május 26. –) BAFTA-díjas angol színésznő. 
Elsőként a Szoba kilátással (1985) és a Lady Jane (1986) című filmekkel szerzett ismertséget, utóbbiban címszereplőként. Az 1997-es A galamb szárnyai című filmdrámával jelölték először Oscar-díjra. 2010-ben A király beszéde című történelmi drámában Bowes-Lyon Erzsébet brit királyné megformálásával BAFTA-díjat nyert és újabb Oscarra jelölték. 
Egyéb, fontosabb szerepei közé tartozik Ophelia megformálása Franco Zeffirelli 1990-es Hamlet-feldolgozásában, Marla Singer a Harcosok klubja (1999) című filmben és Bellatrix Lestrange a Harry Potter filmsorozatban (2007–2011). Továbbá szerepet kapott a 2020-ban bemutatott  Enola Holmes című filmben is, Enola édesanyja, Eudoria Holmes szerepében.
Korábbi élettársával, Tim Burton rendezővel több filmben is együtt dolgozott: Nagy Hal (2003), Charlie és a csokigyár (2005), A halott menyasszony (2005), Sweeney Todd, a Fleet Street démoni borbélya (2009), Alice Csodaországban (2010) és Éjsötét árnyék (2012).
2019–2020 között Margit hercegnőt alakította a Netflix A Korona című történelmi sorozatának harmadik és negyedik évadjában. A szereppel két Primetime Emmy-díjra jelölték.

## Gyermekkora és családja
Bonham Carter Golders Greenben született, Londonban, Angliában. Édesanyja, Elena (született Propper de Callejón) pszichoterapeuta. Édesapja, Raymond Bonham Carter kereskedelmi bankár volt, az 1960-as évek alatt igazgató helyettesként képviselte a Bank of Englandet a Nemzetközi Valutaalapnál Washingtonban. Raymond egy híres angol politikus családból származott, Maurice Bonham Carter és Violet Bonham Carter, Asquith of Yarnbury bárónő (akinek az édesapja Anglia miniszterelnöke volt, H. H. Asquith) fia volt. Helena Bonham Carter anyai nagyapja, Eduardo Propper de Callejón, félig spanyol, félig pedig zsidó származású volt, és diplomataként szolgált a washingtoni Spanyol Nagykövetségen. Helena Bonham Carter zsidó anyai nagyanyja, Hélène Fould-Springer, Eugène Fould-Springer báró lánya volt, egy franciaországi születésű bankár, aki Achille Fouldtól és Mitzi Springertől származott. Utóbbi apja az iparos Gustav Springer volt. Hélène Fould-Springer nővére Liliane de Rothschild (1916–2003), francia filantróp, Élie de Rothschild báró felesége volt, másik nővére pedig Therese, David Pryce-Jones, angol író édesanyja volt.
Bonham Carternek két fiútestvére van, Edward és Thomas, unokatestvére, Crispin Bonham-Carter szintén színész. Amikor 5 éves volt, édesanyja idegösszeomlást szenvedett és ágyhoz volt kötve egy évig. Amikor 10 éves volt, édesapja is megbetegedett és később szélhűdést szenvedett egy operáció során, mikor az agyából távolítottak el egy jóindulatú daganatot. A stroke következményeképpen kerekesszékhez volt kötve. 
Bonham Carter a South Hampstead-i középiskolában tanult, egy független leányiskolában, a londoni Hampsteadben, később pedig a Westminster Iskolában, egy koedukált, független iskolában, közel a Westminster-palotához.

## Pályafutása
Bonham Carter nem kapott semmilyen hagyományos képzést a színészkedés területén. 1981-ben megnyert egy irodalmi versenyt és a pénzt arra fordította, hogy cikket jelentetett meg egy olyan újságban, melyben fiatal tehetségekről írtak.

## Filmográfia

### Film
| Év   | Magyar cím                                      | Eredeti cím                                      | Szerep                              | Magyar hang         | Rendező                |
| ---- | ----------------------------------------------- | ------------------------------------------------ | ----------------------------------- | ------------------- | ---------------------- |
| 1985 | Szoba kilátással                                | A Room With a View                               | Lucy Honeychurch                    | Lengyel Kati        | James Ivory (1)        |
| 1985 | Szoba kilátással                                | A Room With a View                               | Lucy Honeychurch                    | Huszárik Kata       | James Ivory (1)        |
| 1986 | Lady Jane                                       | Lady Jane                                        | I. Johanna angol királynő           | Szénási Kata        | Trevor Nunn (1)        |
| 1987 | Maurice                                         | Maurice                                          | hölgy a krikettmeccsen (cameo)      |                     | James Ivory (2)        |
| 1988 |                                                 | La maschera                                      | Iris                                |                     | Fiorella Infascelli    |
| 1989 | Assisi Szent Ferenc                             | Francesco                                        | Chiara                              | Hámori Eszter       | Liliana Cavani         |
| 1989 | Assisi Szent Ferenc                             | Francesco                                        | Chiara                              | Ruttkay Laura       | Liliana Cavani         |
| 1989 | Keresem az utam                                 | Getting It Right                                 | Lady Minerva Munday                 | Keönch Anna         | Randal Kleiser         |
| 1990 | Hamlet                                          | Hamlet                                           | Ophelia                             | Tóth Ildikó         | Franco Zeffirelli      |
| 1991 | Ahol angyal se jár                              | Where Angels Fear to Tread                       | Caroline Abbott                     |                     | Charles Sturridge      |
| 1992 | Szellem a házban                                | Howards End                                      | Helen Schlegel                      | Kökényessy Ági      | James Ivory (3)        |
| 1994 | Frankenstein                                    | Mary Shelley's Frankenstein                      | Elizabeth                           | Györgyi Anna        | Kenneth Branagh (1)    |
| 1994 | Frankenstein                                    | Mary Shelley's Frankenstein                      | Elizabeth                           | Szávai Viktória     | Kenneth Branagh (1)    |
| 1995 | Hatalmas Aphrodité                              | Mighty Aphrodite                                 | Amanda Weinrib                      | Balázs Ágnes        | Woody Allen            |
| 1995 | Margaret múzeuma                                | Margaret's Museum                                | Margaret MacNeil                    |                     | Mort Ransen            |
| 1996 | Vízkereszt                                      | Twelfth Night                                    | Olivia                              | Györgyi Anna        | Trevor Nunn (2)        |
| 1996 | Árnyjáték                                       | Portraits chinois                                | Ada                                 |                     | Martine Dugowson       |
| 1997 | A galamb szárnyai                               | The Wings of the Dove                            | Kate Croy                           | Majsai-Nyilas Tünde | Iain Softley           |
| 1997 | Vidám háború                                    | Keep the Aspidistra Flying                       | Rosemary                            |                     | Robert Bierman         |
| 1997 |                                                 | The Petticoat Expeditions                        | narrátor                            |                     | Pepita Ferrari         |
| 1998 | Kölcsön bosszú                                  | Sweet Revenge                                    | Karen Knightly                      | Kiss Virág Magdolna | Malcolm Mowbray        |
| 1998 | A repülés elmélete                              | The Theory of Flight                             | Jane Hatchard                       | Majsai-Nyilas Tünde | Paul Greengrass        |
| 1999 |                                                 | Carnivale                                        | Milly (hangja)                      |                     | Deane Taylor           |
| 1999 | Harcosok klubja                                 | Fight Club                                       | Marla Singer                        | Ónodi Eszter        | David Fincher          |
| 1999 |                                                 | Women Talking Dirty                              | Cora                                |                     | Coky Giedroyc          |
| 2001 | A majmok bolygója                               | Planet of the Apes                               | Ari                                 | Udvaros Dorottya    | Tim Burton (1)         |
| 2001 | Novocaine                                       | Novocaine                                        | Susan Ivey                          | Für Anikó           | David Atkins           |
| 2002 |                                                 | The Heart of Me                                  | Dinah                               |                     | Thaddeus O'Sullivan    |
| 2002 | Míg hangod nem ébreszt                          | Till Human Voices Wakes Us                       | Ruby                                | Majsai-Nyilas Tünde | Michael Petroni        |
| 2003 | Nagy Hal                                        | Big Fish                                         | Jenny / a Boszorkány                | Majsai-Nyilas Tünde | Tim Burton (2)         |
| 2004 | Lemony Snicket: A balszerencse áradása          | Lemony Snicket's A Series of Unfortunate Events  | Beatrice Baudelaire (cameo)         |                     | Brad Silberling        |
| 2005 | Charlie és a csokigyár                          | Charlie and the Chocolate Factory                | Mrs. Picur                          | Antal Olga          | Tim Burton (3)         |
| 2005 | A nő másik arca                                 | Conversation With Other Women                    | a nő                                | Györgyi Anna        | Hans Canosa            |
| 2005 | Wallace és Gromit és az elvetemült veteménylény | Wallace & Gromit in The Curse of the Were-Rabbit | Lady Campanula Tottington (hangja)  | Zakariás Éva        | Nick Park              |
| 2005 | Wallace és Gromit és az elvetemült veteménylény | Wallace & Gromit in The Curse of the Were-Rabbit | Lady Campanula Tottington (hangja)  | Zakariás Éva        | Steve Box              |
| 2005 | A halott menyasszony                            | Corpse Bride                                     | Emily a halott menyasszony (hangja) | Zakariás Éva        | Mike Johnson           |
| 2005 | A halott menyasszony                            | Corpse Bride                                     | Emily a halott menyasszony (hangja) | Zakariás Éva        | Tim Burton (4)         |
| 2006 | 66                                              | Sixty Six                                        | Esther Reubens                      |                     | Paul Weiland           |
| 2009 | Sweeney Todd, a Fleet Street démoni borbélya    | Sweeney Todd: The Demon Barber of Fleet Street   | Mrs. Lovett                         | Hűvösvölgyi Ildikó  | Tim Burton (5)         |
| 2009 | Harry Potter és a Főnix Rendje                  | Harry Potter and the Order of the Phoenix        | Bellatrix Lestrange                 | Balázs Ágnes        | David Yates (1)        |
| 2009 | Harry Potter és a Félvér herceg                 | Harry Potter and the Half-Blood Prince           | Bellatrix Lestrange                 | Balázs Ágnes        | David Yates (2)        |
| 2009 | Terminátor: Megváltás                           | Terminator Salvation                             | Dr. Serena Kogan / Skynet           | Balázs Ágnes        | McG                    |
| 2010 | Alice Csodaországban                            | Alice in Wonderland                              | Vörös Királynő                      | Für Anikó           | Tim Burton (6)         |
| 2010 | A király beszéde                                | The King's Speech                                | Erzsébet brit királyné              | Majsai-Nyilas Tünde | Tom Hooper (1)         |
| 2010 | A király beszéde                                | The King's Speech                                | Erzsébet brit királyné              | Balázs Ágnes        | Tom Hooper (1)         |
| 2010 | Harry Potter és a Halál ereklyéi 1.             | Harry Potter and the Deathly Hallows – Part 1    | Bellatrix Lestrange                 | Balázs Ágnes        | David Yates (3)        |
| 2011 | Harry Potter és a Halál ereklyéi 2.             | Harry Potter and the Deathly Hallows – Part 2    | Bellatrix Lestrange                 | Balázs Ágnes        | David Yates (4)        |
| 2012 | Éjsötét árnyék                                  | Dark Shadows                                     | Dr. Julia Hoffman                   | Murányi Tünde       | Tim Burton (7)         |
| 2012 | Szép remények                                   | Great Expectations                               | Miss Havisham                       |                     | Mike Newell            |
| 2012 | A nyomorultak                                   | Les Misérables                                   | Madame Thénardier                   | eredeti nyelven     | Tom Hooper (2)         |
| 2013 | A magányos lovas                                | The Lone Ranger                                  | Red Harrington                      | Pikali Gerda        | Gore Verbinski         |
| 2013 | T. S. Spivet különös utazása                    | The Young and Prodigious T.S. Spivet             | Dr. Clair                           | Tóth Ildikó         | Jean-Pierre Jeunet     |
| 2015 | Hamupipőke                                      | Cinderella                                       | Jótündér keresztanya                | Hámori Eszter       | Kenneth Branagh (2)    |
| 2015 | A szüfrazsett                                   | Suffragette                                      | Edith Ellyn                         | Pikali Gerda        | Sarah Gavron           |
| 2016 | Alice Tükörországban                            | Alice Through the Looking Glass                  | Vörös királynő                      | Für Anikó           | James Bobin            |
| 2017 |                                                 | 55 Steps                                         | Eleanor Riese                       |                     | Bille August           |
| 2018 |                                                 | Sgt. Stubby: An American Hero                    | Margaret Conroy (hangja)            |                     | Richard Lanni          |
| 2018 | Ocean’s 8 – Az évszázad átverése                | Ocean's Eight                                    | Rose Weil                           | Murányi Tünde       | Gary Ross              |
| 2020 |                                                 | Dragonheart: Vengeance                           | Siveth (hangja)                     |                     | Ivan Silvestrini       |
| 2020 | Enola Holmes                                    | Enola Holmes                                     | Eudoria Holmes                      | Majsai-Nyilas Tünde | Harry Bradbeer (1)     |
| 2022 | Enola Holmes 2.                                 | Enola Holmes 2                                   | Eudoria Holmes                      | Majsai-Nyilas Tünde | Harry Bradbeer (2)     |
| 2022 | Egy ház, három család                           | The House                                        | Jen (hangja)                        | Majsai-Nyilas Tünde | Emma de Swaef          |
| 2022 | Egy ház, három család                           | The House                                        | Jen (hangja)                        | Majsai-Nyilas Tünde | Marc James Roels       |
| 2022 | Egy ház, három család                           | The House                                        | Jen (hangja)                        | Majsai-Nyilas Tünde | Niki Lindroth von Bahr |
| 2022 | Egy ház, három család                           | The House                                        | Jen (hangja)                        | Majsai-Nyilas Tünde | Paloma Baeza           |
| 2023 |                                                 | One Life                                         | Babi Winston                        |                     | James Hawes            |

Rövidfilmek
- 1988: Six Minutes with Ludwig – sztár
- 2001: Football – anya
- 2012: A Therapy – páciens (Roman Polański rendezése)
- 2017: Poles Apart – Nanuk (hangja)

### Televízió
| Év        | Magyar cím                                         | Eredeti cím                                       | Szerep                                  | Magyar hang     | Megjegyzések                              |
| --------- | -------------------------------------------------- | ------------------------------------------------- | --------------------------------------- | --------------- | ----------------------------------------- |
| 1983      |                                                    | A Pattern of Roses                                | Netty Bellinger                         |                 | tévéfilm                                  |
| 1987      | Miami Vice                                         | Miami Vice                                        | Dr. Theresa Lyons                       |                 | 2 epizód                                  |
| 1987      |                                                    | Screen Two                                        | Jo Marriner                             |                 | 1 epizód                                  |
| 1987      | Kockán nyert szerelem                              | A Hazard of Hearts                                | Serena Staverley                        | Tóth Ildikó     | tévéfilm                                  |
| 1989      |                                                    | Theatre Night                                     | Raina Petkoff                           | Frajt Edit      | - 1 epizód - (A hős és a csokoládékatona) |
| 1990      |                                                    | Beatrix: The Early Life of Beatrix Potter         | Beatrix Potter                          |                 | tévéfilm                                  |
| 1991      |                                                    | Jackanory                                         | olvasó                                  |                 | 5 epizód                                  |
| 1991      |                                                    | Brown Bear's Wedding                              | Fehér Medve (hangja)                    |                 | tévéfilm                                  |
| 1992      |                                                    | White Bear's Secret                               | Fehér Medve (hangja)                    |                 | tévéfilm                                  |
| 1993      |                                                    | Dancing Queen                                     | Pandora / Julie                         |                 | tévéfilm                                  |
| 1994      |                                                    | A Dark Adapted Eye                                | Faith Severn                            |                 | minisorozat (2 epizód)                    |
| 1994      | Pusszantlak, drágám!                               | Absolutely Fabulous                               | Dream Saffron                           |                 | 1 epizód                                  |
| 1996      |                                                    | The Great War and the Shaping of the 20th Century | Vera Brittain (hangja)                  |                 | minisorozat (2 epizód)                    |
| 1998      | Merlin                                             | Merlin                                            | Morgan le Fay                           | Balogh Erika    | minisorozat (2 epizód)                    |
| 1998      | Merlin                                             | Merlin                                            | Morgan le Fay                           | Zsigmond Tamara | minisorozat (2 epizód)                    |
| 2002      | Élőben Bagdadból                                   | Live from Baghdad                                 | Ingrid Formanek                         | Timkó Eszter    | tévéfilm                                  |
| 2003      | VIII. Henrik                                       | Henry VIII                                        | Boleyn Anna                             | Fehér Anna      | minisorozat (2 epizód)                    |
| 2005      | Különleges gyerekek                                | Magnificent 7                                     | Maggi Jackson                           |                 | tévéfilm                                  |
| 2009      | Enid                                               | Enid                                              | Enid Blyton                             | Györgyi Anna    | tévéfilm                                  |
| 2009      | Enid                                               | Enid                                              | Enid Blyton                             | Hámori Eszter   | tévéfilm                                  |
| 2010      |                                                    | Toast                                             | Joan Potter                             |                 | tévéfilm                                  |
| 2011      |                                                    | Life’s Too Short                                  | önmaga                                  |                 | 1 epizód                                  |
| 2013      |                                                    | Burton & Taylor                                   | Elizabeth Taylor                        |                 | tévéfilm                                  |
| 2014      |                                                    | Turks & Caicos                                    | Margot Tyrrell                          |                 | tévéfilm                                  |
| 2014      |                                                    | Salting the Battlefield                           | Margot Tyrrell                          |                 | tévéfilm                                  |
| 2016      |                                                    | Love, Nina                                        | George                                  |                 | minisorozat (5 epizód)                    |
| 2017      |                                                    | Saying Goodbye                                    | önmaga /narrátor (hangja)               |                 | dokumentumfilm                            |
| 2019      | A Sötét Kristály – Az ellenállás kora              | The Dark Crystal: Age of Resistance               | Maudra Mayrin / The All-Maudra (hangja) | Kovács Nóra     | 4 epizód                                  |
| 2019–2020 | A Korona                                           | The Crown                                         | Margit hercegnő                         |                 | főszereplő (17 epizód)                    |
| 2021      |                                                    | The Cleaner                                       | Sheila                                  |                 | 1 epizód                                  |
| 2021      | Éden: Az érintetlen bolygó                         | Eden: Untamed Planet                              | narrátor                                | Németh Kriszta  | 7 epizód                                  |
| 2022      | Harry Potter 20. évforduló – Visszatérés Roxfortba | Harry Potter 20th Anniversary: Return to Hogwarts | önmaga                                  |                 | HBO Max különkiadás                       |
| 2022      |                                                    | Ten Percent                                       | önmaga                                  |                 | 1 epizód                                  |
| 2022      |                                                    | Wild Babies                                       | narrátor                                |                 | 8 epizód                                  |
| 2023      |                                                    | Stephen Sondheim's Old Friends                    | önmaga                                  |                 | BBC koncert különkiadás                   |
| 2023      |                                                    | Nolly                                             | Noele "Nolly" Gordon                    |                 | 3 epizód                                  |
| 2023      |                                                    | Charles III: The Coronation Year                  | narrátor                                |                 | dokumentumfilm                            |

## Díjak és jelölések

### Golden Globe-díj
- 2008 jelölés: legjobb vígjáték- vagy musicalszínésznő (Sweeney Todd – A Fleet Street démoni borbélya)
- 2003 jelölés: legjobb színésznő tv-filmben (Élőben Bagdadból)
- 1999 jelölés: legjobb női epizódszereplő tv-filmben (Merlin)
- 1998 jelölés: legjobb drámai színésznő (A galamb szárnyai)
- 1994 jelölés: legjobb színésznő tv-filmben (Fatal Deception: Mrs. Lee Harvey Oswald)

### Oscar-díj
- 1998 jelölés: legjobb színésznő (A galamb szárnyai)
- 2011 jelölés: legjobb női mellékszereplő (A király beszéde)

### Emmy-díj
- 2003 jelölés: legjobb színésznő TV-filmben (Élőben Bagdadból)
- 1998 jelölés: legjobb női epizódszereplő TV filmben (Merlin)

### BAFTA-díj
- 1993 jelölés: legjobb női mellékszereplő (Szellem a házban)
- 2011 díj: legjobb női mellékszereplő (A király beszéde)